# Jules Chevalier

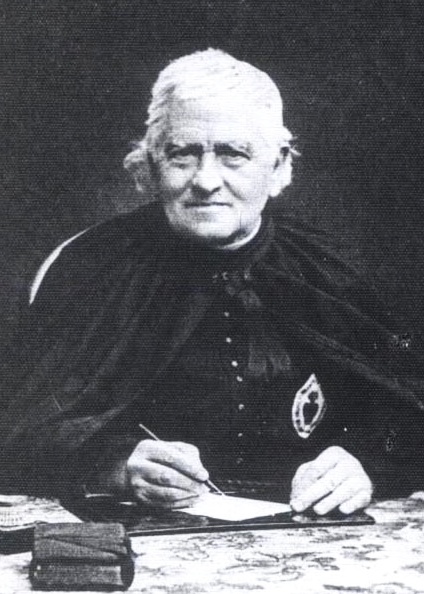
Jules Chevalier

Logo der Herz-Jesu-Missionare

Jules Chevalier (* 15. März 1824 in Richelieu, Frankreich; † 21. Oktober 1907 in Issoudun, Frankreich) war  ein französischer Priester und Autor. Jules Chevalier gründete 1854 den Orden der Herz-Jesu-Missionare.

## Biographie
Jules Chevalier stammte aus einfachen Verhältnissen. Aufgrund der Erziehung durch seine sehr religiöse Mutter interessierte er sich schon früh für die Kirche und war Ministrant. Nachdem er seinen Wunsch in ein Priesterseminar einzutreten aus finanziellen Gründen nicht verwirklichen konnte, machte er eine Lehre zum Schuster. Er hielt aber an seinem Wunsch fest und lernte zeitgleich Latein. Dank eines Sponsors konnte er mit 17 Jahren doch noch in das kleine Seminar der Sulpizianer in St. Gaultier eintreten. Ab 1846 studierte er dann in Bourges Theologie und empfing 1851 die Priesterweihe. 1854 wurde er Pfarrvikar in Issoudun, das sehr stark antiklerikal eingestellt war. Dort gründete er am 8. Dezember desselben Jahres, tief bewegt von den Nöten seiner Zeit, gemeinsam mit dem zweiten Vikar Emile Maugenest die Gemeinschaft der Herz-Jesu-Missionare  („Missionare vom Heiligsten Herzen Jesu“, original: „Missionnaires du Sacré-Coeur de Jésus“; abgekürzt: MSC – von lat.: missionarii sacratissimi cordis). Im Herzen Jesu sah er seine Berufung und glaubte, daraus könne eine neue Welt hervorgehen. Durch eine großzügige Spende an diesem Tag zu diesem Zweck konnte er den Umbau eines alten Gebäudes zu einem Kloster samt Kirche Notre-Dame du Sacré-Cœur finanzieren.

## Entwicklung des Ordens
Kongregation und Statuten wurden erstmals 1869 und endgültig am 24. Juni 1891 päpstlich bestätigt. Die Arbeitsgebiete umfassen die Missionierung, die  Leitung von Exerzitien und Apostolischen Schulen als Vorbereitungsanstalten für Missionsberufe und die Unterhaltung von Fürsorgeanstalten. 1959 zählte der Orden 3000 Mitglieder in 12 Provinzen, darunter die deutsche mit dem Sitz im zu jener Zeit noch selbständigen Hiltrup bei Münster. Zur Förderung der Herz-Jesu-Verehrung und des Kultes Unserer Lieben Frau vom heiligsten Herzen Jesu und für Missionsarbeit stiftete Chevalier mit Marie-Louise Hartzer 1874 die Kongregation der „Filles de Notre-Dame du Sacré-Coeur de Jésus“ („Töchter Unserer Lieben Frau vom heiligsten Herzen Jesu“), die 1928 von Papst Pius XI. bestätigt wurde. Chevalier wurde 1872 zum Erzpriester ernannt. Durch sein Wirken entwickelte sich Issoudun zum größten Marienwallfahrtsort in Mittelfrankreich.